# Ходжес, Бен
Фре́дерик Бе́нджамин «Бен» Хо́джес III (англ. Frederick Benjamin "Ben" Hodges III; род. 16 апреля 1958, Джэксонвилл, Флорида, США) — американский отставной офицер армии США, занимавший должность командующего армией США в Европе.
В настоящее время он заведует кафедрой стратегических исследований Першинга в Центре анализа европейской политики. Выпускник Военной академии США в 1980 году, Ходжес стал офицером пехоты, служа командиром взвода и старшим офицером роты во 2-й бронетанковой дивизии (передовой) в Германии. После окончания в 1984 году курсов повышения квалификации пехотных офицеров служил в 101-й воздушно-десантной дивизии. В марте 1989 года Ходжес стал инструктором пехотной школы армии США. Он учился в командно-штабном колледже и окончил школу перспективных военных исследований в 1993 году, став G-3 (начальником планов) 2-й пехотной дивизии в Южной Корее.
Ходжес служил старшим офицером батальона в 101-й воздушно-десантной дивизии, а затем в августе 1995 года стал адъютантом Главнокомандующего объединёнными силами НАТО в Европе. В 1997 году он стал командиром батальона 101-й воздушно-десантной дивизии. Начальник отдела по связям с законодательными органами с 1999 по 2000 год. После окончания Национального военного колледжа в 2001 году Ходжес служил в Объединённом учебном центре готовности в Fort Polk. Приняв командование 1-й бригадой 101-й воздушно-десантной дивизии в 2002 году, Ходжес возглавил бригаду в операции «Иракская свобода».
В 2004 году Ходжес стал G-3 XVIII воздушно-десантного корпуса, а позже одновременно служил CJ3 многонационального корпуса — Ирак. Он стал начальником штаба XVIII воздушно-десантного корпуса и был заместителем начальника отдела по связям с законодательными органами в канцелярии министра сухопутных войск с 2007 года. В августе 2009 года Ходжес стал директором по операциям Южного регионального командования в Афганистане. В декабре 2010 года он стал директором Координационной группы Пакистан-Афганистан в Объединённом штабе, а в ноябре 2012 года принял командование сухопутным командованием союзников. Ходжес стал командующим армией США в Европе в ноябре 2014 года и занимал эту должность в течение трех лет, пока не ушел в отставку из армии США в январе 2018 года.

## Биография

### Ранняя жизнь и карьера
Ходжес родился 16 апреля 1958 года в Джексонвилле, Флорида, в семье ветерана армии и агента по страхованию жизни Фредерика Бенджамина Ходжеса-младшего и Нелл Дэвис Ходжес. Он окончил среднюю школу Джеймса А. Шенкса в Куинси, штат Флорида, в 1976 году. Ходжес поступил в Военную академию Соединенных Штатов, которую окончил в мае 1980 года со званием пехоты.
В феврале 1981 года он стал командиром взвода роты А 3-го батальона 41-й пехотной (механизированной) 2-й бронетанковой дивизии, дислоцированной в Германии. 28 ноября ему было присвоено звание старшего лейтенанта. Позже Ходжес стал исполнительным директором компании и проработал там до марта 1984 года. 1 февраля его повысили до капитана. Он прошел курс повышения квалификации офицеров пехоты в пехотной школе армии США, завершив его в сентябре.
В декабре 1984 года Ходжес стал помощником S4 1-й бригады 101-й воздушно-десантной дивизии. Позже он стал помощником бригады С-3. В мае 1986 года он принял командование ротой С 1-го батальона 327-й пехотной дивизии. Позже он стал С-3 батальона. С июля 1988 г. по март 1989 г. Ходжес служил помощником S-3 1-й бригады дивизии. В марте он стал инструктором небольшой группы в пехотной школе армии США. Позже он был там начальником тактической группы. В августе 1991 года он стал курсантом Командно-штабного училища, а 1 сентября получил звание майора. Позже Ходжес окончил школу перспективных военных исследований. В июне 1993 года он стал начальником отдела планов и G-3 2-й пехотной дивизии в Южной Корее.
В июле 1994 года Ходжес стал старшим офицером 3-го батальона 327-го пехотного полка. В августе 1995 года он стал адъютантом Верховного главнокомандующего ОВС НАТО в Европе и прослужил там до июня 1997 года. 1 июля 1996 года ему было присвоено звание подполковника. В июне 1997 года Ходжес принял командование 3-м батальоном 187-й пехотной 101-й воздушно-десантной дивизии. С июля 1999 года по июль 2000 года он был офицером связи с Конгрессом в офисе начальника отдела по связям с законодательными органами. В августе того же года он поступил в Национальный военный колледж, который окончил в июне 2001 года. В июле Ходжес стал старшим наблюдателем батальона и контролером операций. Группа в Объединённом учебном центре готовности в Fort Polk. 1 марта 2002 года присвоено звание полковника.

### Ирак, Афганистан и армия США в Европе
В июне 2002 года Ходжес принял командование 1-й бригадой 101-й воздушно-десантной дивизии, возглавив её в операции «Иракская свобода». 23 марта 2003 г., перед началом операции, сержант Хасан Акбар напал на других солдат бригады, убив двоих и ранив четырнадцать. Ходжес получил легкое осколочное ранение во время нападения и дал показания перед военным трибуналом Акбара в апреле 2005 года. Бригада участвовала в битве при Наджафе в конце марта — начале апреля.
В августе 2004 года Ходжес стал помощником начальника штаба и G-3 XVIII воздушно-десантного корпуса. С января 2005 г. по январь 2006 г. он одновременно работал помощником начальника штаба и CJ3 Многонационального корпуса в Ираке. В июле Ходжес стал начальником штаба XVIII воздушно-десантного корпуса. В августе 2007 года он стал заместителем начальника отдела по связям с законодательными органами в канцелярии министра армии. 14 мая 2008 года ему было присвоено звание бригадного генерала. В августе 2009 года Ходжес стал директором по операциям Южного регионального командования в Афганистане.
В декабре 2010 года он стал директором Координационной группы Пакистана и Афганистана в Объединённом штабе. Ходжес получил звание генерал-майора 2 февраля 2011 года. 22 сентября 2012 года ему было присвоено звание генерал-лейтенанта. 30 ноября 2012 года Ходжес стал первым командующим Сухопутным командованием союзников. Ходжес сменил генерал-лейтенанта Дональда М. Кэмпбелла-младшего в командовании армией США в Европе 5 ноября 2014 года. Он ушел из армии и отказался от командования USAREUR 15 декабря 2017 года.

### Последующие годы
Ходжес уволился во Флориду и начал работать в аналитическом центре Центра анализа европейской политики, став в нём заведующим кафедрой стратегических исследований Першинга. В CEPA Ходжес выступал за укрепление НАТО. Что касается расходов на оборону, Ходжес сказал: «Нам нужен более сложный подход к руководству по расходам. 2-процентное число разбрасывается, как взносы в клубе, что бесполезно… Я думаю, что Альянсу следует внимательно изучить 2-процентное исчисление, чтобы переопределить его». На 2018 год являлся членом Консультативного совета Spirit of America, организации 501 (c) (3).

## Мнения
Выступал за включение инфраструктуры двойного назначения в 2 процента, «беспроигрышный вариант», который решит «самую неотложную проблему европейской безопасности» в военной мобильности, а также принесет пользу гражданской жизни. Об Иране Ходжес сказал: «Я был разочарован тем, что мы выходим из соглашения с Ираном. Не потому, что это хорошая сделка, а потому, что сотрудничество с нашими союзниками очень важно… Меня беспокоит, когда мы проявляем презрение к таким важным союзникам, как Великобритания, Германия или Франция. Сплоченность наших народов была нашей силой и преимуществом. Учитывая все факторы, нужно помнить, что нельзя выступать против союзников». Он также выступал за уделение большего внимания Черноморскому региону.
Комментарии Ходжеса о НАТО и европейской безопасности появились в нескольких международных СМИ, в том числе в интервью LNK Info TV в Литве и Anne Will, а также в статьях в Frankfurter Allgemeine Zeitung в Германии. В интервью BBC Ходжес заявил, что Brexit может угрожать альянсу НАТО. Вместе с генералом Джоном Р. Алленом и Джулианом Линдли-Френчем он написал книгу Future War and the Defense of Europe в 2021 году.
Поддержал Джо Байдена на президентских выборах в США в 2020 году в статье с послом Робертом А. Манделлом и генерал-лейтенантом Дональдом М. Кэмпбеллом-младшим. Рассказал о 1-м добровольческом пехотном полку Южной Каролины  .
Российско-украинская война
Комментарии Ходжеса об иностранных вооруженных силах, такие как его оценка стратегической слабости российских вооруженных сил, были распространены информационными агентствами, такими как Times Radio. В сентябре 2022 года он написал статью в The Daily Telegraph, в которой выразил мнение, что Россия проиграет войну против Украины, за которой последует распад Российской Федерации.
28 сентября 2022 Бен Ходжес заявил, что ВСУ смогут оттеснить российских военных на их позиции 23 февраля до конца 2022 года, а уже к середине 2023 года Силы обороны могут зайти во временно оккупированную Автономную Республику Крым. 12 ноября 2022 года Бен Ходжес заявил, что освобождение Херсона  открыло бы для Вооруженных сил Украины путь для контрнаступления на Мариуполь, Мелитополь и Крым:
В скором времени HIMARS будут стрелять из Херсона. Подступы к Крыму в пределах досягаемости. Это ослабит российскую оборону, тогда как «левое крыло» контрнаступления к январю [2023] возьмет Мариуполь и Мелитополь. Затем начнется решающая фаза [южной] кампании... освобождения Крыма. Ракеты ATACMS оказали бы немедленный положительный эффект против российских баз в Крыму.
После перехода Херсона под контроль Украины заявил, что по его мнению, в войне наступил необратимый перелом. Считал, что к лету 2023 года Украина добьется полной победы.

## Награды
Ходжес является лауреатом следующих наград и украшений:
| Значок боевого пехотинца                                       |
| Вкладка Рейнджер                                               |
| Базовый значок парашютиста                                     |
| Значок воздушно-десантного десанта                             |
| Значок армии США в Европе                                      |
| Опознавательный знак Объединённого комитета начальников штабов |
| Удостоверение личного состава армии                            |
| Знак боевой службы 101-й воздушно-десантной дивизии            |
| 327th Infantry Regiment Distinguished Member of the Regiment   |
| 6 Бары обслуживания за границей                                |

| Медаль «За выдающуюся службу»                                               |
| Медаль «За выдающуюся службу»                                               |
| Медаль «За отличную службу»                                                 |
| Орден «Легион почёта» с двумя бронзовыми гроздьями дубовых листьев          |
| Медаль «Бронзовая звезда» с буквой «V» и тремя гроздьями дубовых листьев    |
| Медаль «За похвальную службу»                                               |
| Медаль «За заслуги» с одной серебряной и одной бронзовой дубовыми листьями. |
| Почетная медаль армии с гроздью дубовых листьев                             |
| Медаль за армейские достижения с двумя гроздьями дубовых листьев            |
| Единая награда воинской части                                               |
| Похвальная благодарность армейской воинской части                           |
| Медаль «За службу национальной обороне» с одной бронзовой звездой службы    |
| Медаль «За Иракскую кампанию»                                               |
| Медаль «За службу в экспедиционных войсках глобальной войны с терроризмом»  |
| Медаль «За участие в глобальной войне с терроризмом»                        |
| Медаль «За защиту Кореи»                                                    |
| Лента армейской службы                                                      |
| Лента армейской службы за границей                                          |
| Почетный знак бундесвера в золоте (Германия)                                |
| Орден Белого Льва, Командор (Чехия)                                         |
| Неопознанное чешское украшение                                              |
| Орден Золотого руна (Грузия)                                                |
| Командор со звездой ордена Заслуг перед Республикой Польша                  |

- Орден Виестура 1 класса (11 апреля 2018 года, Латвия)[41]
- Орден Орлиного креста 2 класса (4 февраля 2015 года, Эстония)[42]

## Личная жизнь
У Ходжеса двое взрослых детей. Он также говорит по-немецки.